# Йоганн Петер Мюллер

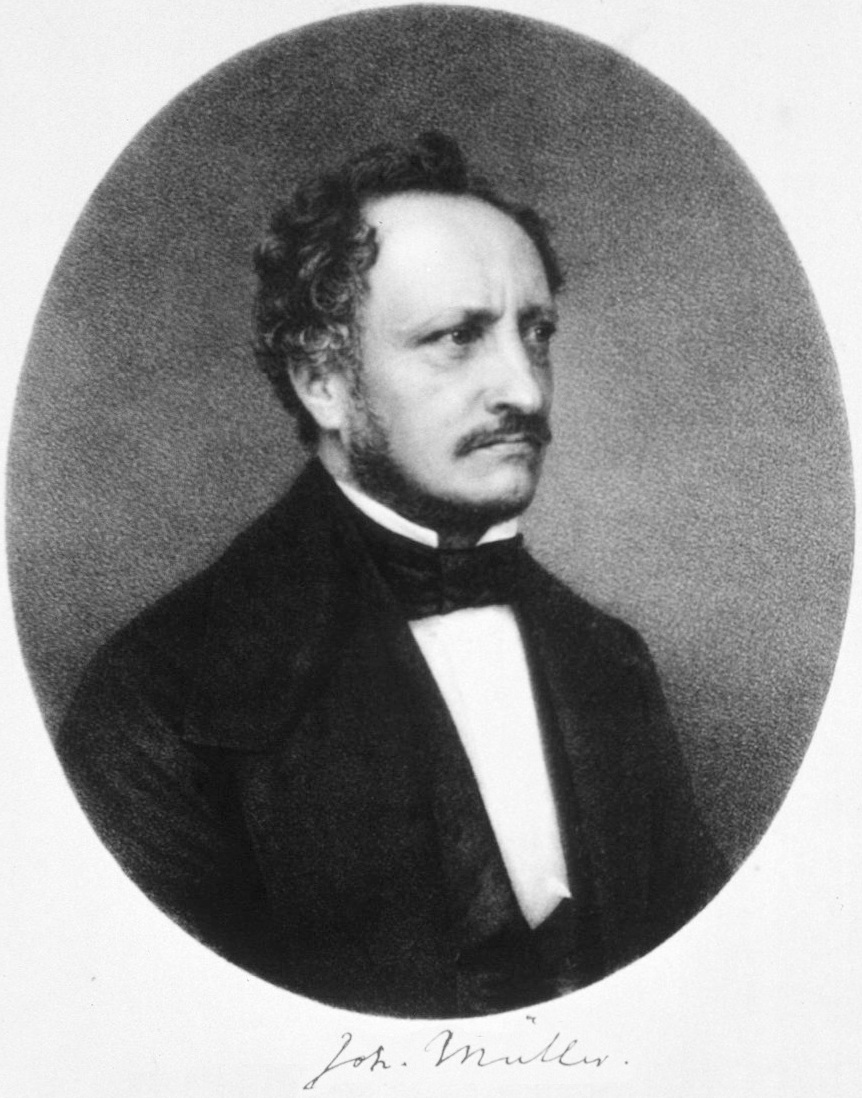
Иоганн Мюллер

Йоганн Петер Мюллер (нім. Johannes Peter Müller, 14 липня 1801 — 28 квітня 1858) — німецький натураліст, один з основоположників сучасної фізіології, порівняльної анатомії та ембріології.

## Життєпис
Народився 14 липня 1801 року в Кобленці. Закінчив Боннський університет (1822). З 1824 року — приват-доцент, а з 1826 року — професор анатомії Боннського університету. У 1833 році зайняв місце професора анатомії, а також директора анатомічного театру в Берлінському університеті.
Наукова діяльність Мюллера була дуже різнобічною: він займався анатомією, фізіологією, ембріологією, порівняльною анатомією, гістологією, палеонтологією. Основні його праці присвячені вивченню центральної нервової системи (головним чином рефлекторної діяльності спинного і довгастого мозку) і органів чуття. Він провів цінні спостереження над органами зору і над симпатичною нервовою системою безхребетних, виконав ряд досліджень з систематики риб, земноводних, птахів.
В області фізіології органів чуття Мюллер дотримувався концепції так званої «специфічної енергії», згідно з якою відчуття, що виникають у людини при пізнанні зовнішнього світу, не є відображенням об'єктивної реальності, а проявом внутрішніх властивостей самих органів чуття.
У своїх дослідженнях Мюллер широко застосовував мікроскоп. З його допомогою він вивчив мікроскопічну будову сполучної, хрящової, кісткової тканин, тканини нирок в нормі та патології. Відомі його праці про тонку будову і форми пухлин. Мюллер вперше спробував створити класифікацію новоутворень на основі зіставлення структури пухлин і їхнього розвитку. Мюллер детально описав людський зародок на ранніх стадіях розвитку, досліджував процес його дихання, відкрив зародкові ходи, які пізніше на його честь було названо «Мюллерові канали». Він є автором відомого підручника з фізіології людини (Handbuch der Physiologie des Menschen, 1834—1840), який витримав кілька видань. У ньому вперше фізіологія представлена як експериментальна наука.
Помер Мюллер у Берліні 28 квітня 1858 року.